# Nazionale femminile di hockey su prato dell'Inghilterra
La nazionale di hockey su prato femminile dell'Inghilterra è la squadra femminile di hockey su prato rappresentativa dell'Inghilterra ed è posta sotto la giurisdizione dell'England Hockey.

## Partecipazioni

### Mondiali
- 1974 – non partecipa
- 1976 – non partecipa
- 1978 – non partecipa
- 1981 – non partecipa
- 1983 – 5º posto
- 1986 – 5º posto
- 1990 – 4º posto
- 1994 – 9º posto
- 1998 – 9º posto
- 2002 – 5º posto
- 2006 – 7º posto
- 2010 – 3º posto
- 2014 – 11º posto
- 2018 – 7º posto

### Champions Trophy
- 1987-2001 – non partecipa
- 2002 – 6º posto
- 2003 – 5º posto
- 2004-2008 – non partecipa
- 2009 - 6º posto

### EuroHockey Nations Championship
- 1984 – 4º posto
- 1987 – 2º posto
- 1991 – Campione
- 1995 – 4º posto
- 1999 – 3º posto
- 2003 – 4º posto
- 2005 – 3º posto
- 2007 – 3º posto